# Mistrzostwa Czech w Lekkoatletyce 1998
29. Mistrzostwa Czech w Lekkoatletyce – zawody lekkoatletyczne, które odbyły się 11 i 12 lipca 1998 na stadionie Střelnice w Jabloncu nad Nysą.

## Rezultaty

### Mężczyźni
| Konkurencja:                  | Złoto                                                          | Wynik    | Srebro                                                         | Wynik    | Brąz                                                                   | Wynik    |
| Bieg na 100 m                 | Ivan Šlehobr                                                   | 10,58    | Jiří Valík                                                     | 10,64    | Radek Řechka                                                           | 10,68    |
| Bieg na 200 m                 | Martin Morkes                                                  | 20,89    | Tomáš Dřímal                                                   | 21,34    | Vít Havlíček                                                           | 21,51    |
| Bieg na 400 m                 | Jan Poděbradský                                                | 46,15    | Jan Štejfa                                                     | 46,65    | Michal Škvára                                                          | 46,75    |
| Bieg na 800 m                 | Lukáš Vydra                                                    | 1:50,72  | Karel Znojil                                                   | 1:51,48  | Jan Verner                                                             | 1:52,20  |
| Bieg na 1500 m                | Ondřej Moravec                                                 | 3:51,32  | Martin Jareš                                                   | 3:52,74  | Vladimír Pospíšil                                                      | 3:53,96  |
| Bieg na 5000 m                | Pavel Faschingbauer                                            | 14:23,85 | Radomír Soukup                                                 | 14:31,04 | Michal Jeránek                                                         | 14:32,25 |
| Bieg na 10 000 m              | Jan Pešava                                                     | 29:25,05 | Aleš Drahoňovský                                               | 30:12,42 | Petr Veselý                                                            | 30:15,40 |
| Bieg uliczny na 10 km         | Michal Jeránek                                                 | 30:21    | Milan Drahoňovský                                              | 30:24    | Vladimír Vašek                                                         | 30:29    |
| Bieg przełajowy na 6,65 km    | Michal Vokolek                                                 | 20:34    | Radek Adamičko                                                 | 20,35    | Petr Kaliba                                                            | 20:48    |
| Bieg przełajowy na 10,2 km    | Pavel Faschingbauer                                            | 30:30    | Michael Nejedlý                                                | 30,46    | Michal Šmíd                                                            | 30:51    |
| Bieg górski                   | Miroslav Vítek                                                 | 34:22    | Radomír Soukup                                                 | 34:53    | Zdeněk Dúbravčík                                                       | 35,29    |
| Półmaraton                    | Jiří Hajzler                                                   | 1:07:04  | Miroslav Sajler                                                | 1:07:13  | Pavel Dudr                                                             | 1:07:25  |
| Maraton                       | Pavel Kryška                                                   | 2:17:13  | Jan Bláha                                                      | 2:18:44  | Peter Klimeš                                                           | 2:19:20  |
| Bieg na 110 m przez płotki    | Tomáš Dvořák                                                   | 13,98    | Pavel Bureš                                                    | 14,30    | Jiří Pavel                                                             | 14,58    |
| Bieg na 400 m przez płotki    | Štěpán Tesařík                                                 | 50,93    | Michal Pavlas                                                  | 51,97    | David Bauer                                                            | 52,21    |
| Bieg na 3000 m z przeszkodami | Michael Nejedlý                                                | 8:48,23  | David Gerych                                                   | 9:05,90  | Jiří Miler                                                             | 9:09,31  |
| Sztafeta 4 × 100 m            | Dukla Praha Martin Morkes Ludvík Bohman Tomáš Dřímal Ivo Krsek | 39,48    | Dukla Praha B Jan Hanzl Roman Zubek Radek Zachoval Tomáš Černý | 41,91    | SSK Vítkovice Adam Ptáček Pavel Pospíšil Břetislav Macek Karel Sobotka | 42,01    |
| Sztafeta 4 × 400 m            | Dukla Praha Štěpán Tesařík Karel Bláha Jan Hanzl Michal Škvára | 3:12,10  | USK Praha Karel Znojil Jan Verner Martin Jareš Jan Štejfa      | 3:13,15  | Olymp Praha Jakub Havlín Pavel Tomíček Martin Braniš Radek Votava      | 3:14,02  |
| Chód na 20 km                 | Jiří Malysa                                                    | 1:29:47  | Tomáš Waloschek                                                | 1:37:33  | Tomáš Hlavenka                                                         | 1:40:06  |
| Chód na 50 km                 | Jaroslav Makovec                                               | 4:18:22  | František Kmenta                                               | 4:22:08  | Miloš Dušek                                                            | 4:30:37  |
| Skok wzwyż                    | Tomáš Janků                                                    | 2,22     | Jan Janků                                                      | 2,19     | Tomáš Ort                                                              | 2,15     |
| Skok o tyczce                 | Štěpán Janáček                                                 | 5,50     | Petr Špaček                                                    | 5,30     | Adam Ptáček                                                            | 5,20     |
| Skok w dal                    | Roman Šebrle                                                   | 7,57     | Roman Orlík                                                    | 7,47     | Milan Gombala                                                          | 7,45     |
| Trójskok                      | Jiří Kuntoš                                                    | 16,85    | David Honzík                                                   | 15,50    | Michal Coubal                                                          | 15,47    |
| Pchnięcie kulą                | Petr Stehlík                                                   | 18,84    | Josef Rosůlek                                                  | 18,39    | Richard Navara                                                         | 18,30    |
| Rzut dyskiem                  | Libor Malina                                                   | 59,75    | Stanislav Kovář                                                | 54,67    | Adam Doležel                                                           | 51,27    |
| Rzut młotem                   | Vladimír Maška                                                 | 76,35    | Pavel Sedláček                                                 | 75,30    | Ladislav Vaník                                                         | 62,78    |
| Rzut oszczepem                | Patrick Landmesser                                             | 74,64    | Miroslav Guzdek                                                | 70,83    | Miloš Steigauf                                                         | 70,61    |
| Dziesięciobój                 | Aleš Pastrňák                                                  | 7604     | Kamil Damašek                                                  | 7588     | Tomáš Komenda                                                          | 7264     |

### Kobiety
| Konkurencja:               | Złoto                                                                        | Wynik    | Srebro                                                                      | Wynik    | Brąz                                                                          | Wynik    |
| Bieg na 100 m              | Erika Suchovská                                                              | 11,48    | Pavlína Vostatková                                                          | 11,55    | Markéta Pernická                                                              | 11,87    |
| Bieg na 200 m              | Pavlína Vostatková                                                           | 23,41    | Helena Fuchsová                                                             | 23,42    | Denisa Krejčová                                                               | 23,96    |
| Bieg na 400 m              | Jitka Burianová                                                              | 53,50    | Martina Morawska                                                            | 55,10    | Denisa Glozarová                                                              | 56,04    |
| Bieg na 800 m              | Eva Kasalová                                                                 | 2:04,18  | Lenka Švaňhalová                                                            | 2:07,35  | Petra Sedláková                                                               | 2:08,67  |
| Bieg na 1500 m             | Michaela Kutišová                                                            | 4:35,61  | Renata Hoppová                                                              | 4:35,99  | Jana Biolková                                                                 | 4:36,25  |
| Bieg na 5000 m             | Petra Drajzajtlová                                                           | 17:01,29 | Jarmila Halířová                                                            | 17:09,79 | Marie Volná                                                                   | 17:32,44 |
| Bieg na 10 000 m           | Jana Klimešová                                                               | 35:21,13 | Renata Kvitová                                                              | 35:41,37 | Monika Deverová                                                               | 36:09,57 |
| Bieg uliczny na 10 km      | Jana Klimešová                                                               | 35:21    | Petra Drajzajtlová                                                          | 36:06    | Jarmila Halířová                                                              | 36:11    |
| Bieg przełajowy na 6,65 km | Alena Peterková                                                              | 22:26    | Helena Volná                                                                | 22:41    | Jana Biolková                                                                 | 23:10    |
| Bieg górski                | Dita Hebelková                                                               | 40:44    | Irena Šádková                                                               | 41:50    | Renata Kvitová                                                                | 43:18    |
| Półmaraton                 | Dita Hebelková                                                               | 1:19:30  | Irena Šádková                                                               | 1:19:55  | Renata Kvitová                                                                | 1:20:24  |
| Maraton                    | Taťána Metelková                                                             | 2:53:00  | Karla Mališová                                                              | 3:00:22  | Petra Havlová                                                                 | 3:06:20  |
| Bieg na 100 m przez płotki | Andrea Novotná                                                               | 13,35    | Iveta Rudová                                                                | 13,49    | Nikola Špinová                                                                | 13,72    |
| Bieg na 400 m przez płotki | Martina Blažková                                                             | 58,27    | Dagmar Votočková                                                            | 58,53    | Lucie Sichertová                                                              | 1:02,03  |
| Sztafeta 4 × 100 m         | Olymp Praha Jana Fáberová Šárka Beránková Jitka Burianová Pavlína Vostatková | 45,44    | USK Praha Gabriela Švecová Iveta Rudová Denisa Krejčová Kateřina Nekolná    | 46,09    | SSK Vítkovice Markéta Pernická Nikola Špinová Bohdana Válková Radana Volná    | 46,21    |
| Sztafeta 4 × 400 m         | Olymp Praha Jitka Burianová Eva Kasalová Michaela Kutišová Helena Fuchsová   | 3:42,77  | USK Praha Martina Morawska Petra Sedláková Kateřina Nekolná Denisa Krejčová | 3:44,41  | Slavia Praha Lucie Hošková Andrea Votočková Dagmar Votočková Martina Blažková | 3:48,31  |
| Chód na 10 km              | Pavla Choděrová                                                              | 58:04    | Monika Choděrová                                                            | 1:01:00  | Lenka Slabihoudková                                                           | 1:03:20  |
| Skok wzwyż                 | Inge Janků                                                                   | 1,87     | Zuzana Kováčiková                                                           | 1,84     | Romana Bělocká Barbora Laláková                                               | 1,80     |
| Skok o tyczce              | Daniela Bártová                                                              | 4,30     | Pavla Hamáčková                                                             | 4,15     | Šárka Mládková                                                                | 4,00     |
| Skok w dal                 | Martina Žabková                                                              | 6,14 w   | Kateřina Nekolná                                                            | 6,14     | Jana Fáberová                                                                 | 6,08     |
| Trójskok                   | Šárka Kašpárková                                                             | 14,06    | Eva Doležalová                                                              | 13,00 w  | Jana Fáberová                                                                 | 12,58    |
| Pchnięcie kulą             | Lucie Vrbenská                                                               | 15,18    | Marcela Godziková                                                           | 14,79    | Jitka Svatošová                                                               | 14,58    |
| Rzut dyskiem               | Alice Matějková                                                              | 57,85    | Vladimíra Racková                                                           | 55,30    | Věra Pospíšilová                                                              | 48,40    |
| Rzut młotem                | Jana Lejsková                                                                | 56,75    | Lucie Krouzová                                                              | 51,50    | Eva Studničková                                                               | 50,66    |
| Rzut oszczepem             | Nikola Tomečková                                                             | 61,45    | Helena Brejchová                                                            | 52,53    | Michaela Jačková                                                              | 51,73    |
| Siedmiobój                 | Kateřina Nekolná                                                             | 5860     | Jana Klečková                                                               | 5628     | Šárka Beránková                                                               | 5493     |